# Rue Guénot
La rue Guénot est une voie du 11e arrondissement de Paris, en France.

## Situation et accès
La rue Guénot est une voie publique située dans le 11e arrondissement de Paris. Elle débute au 243, boulevard Voltaire et se termine place Marie-José-Nicoli.

## Origine du nom

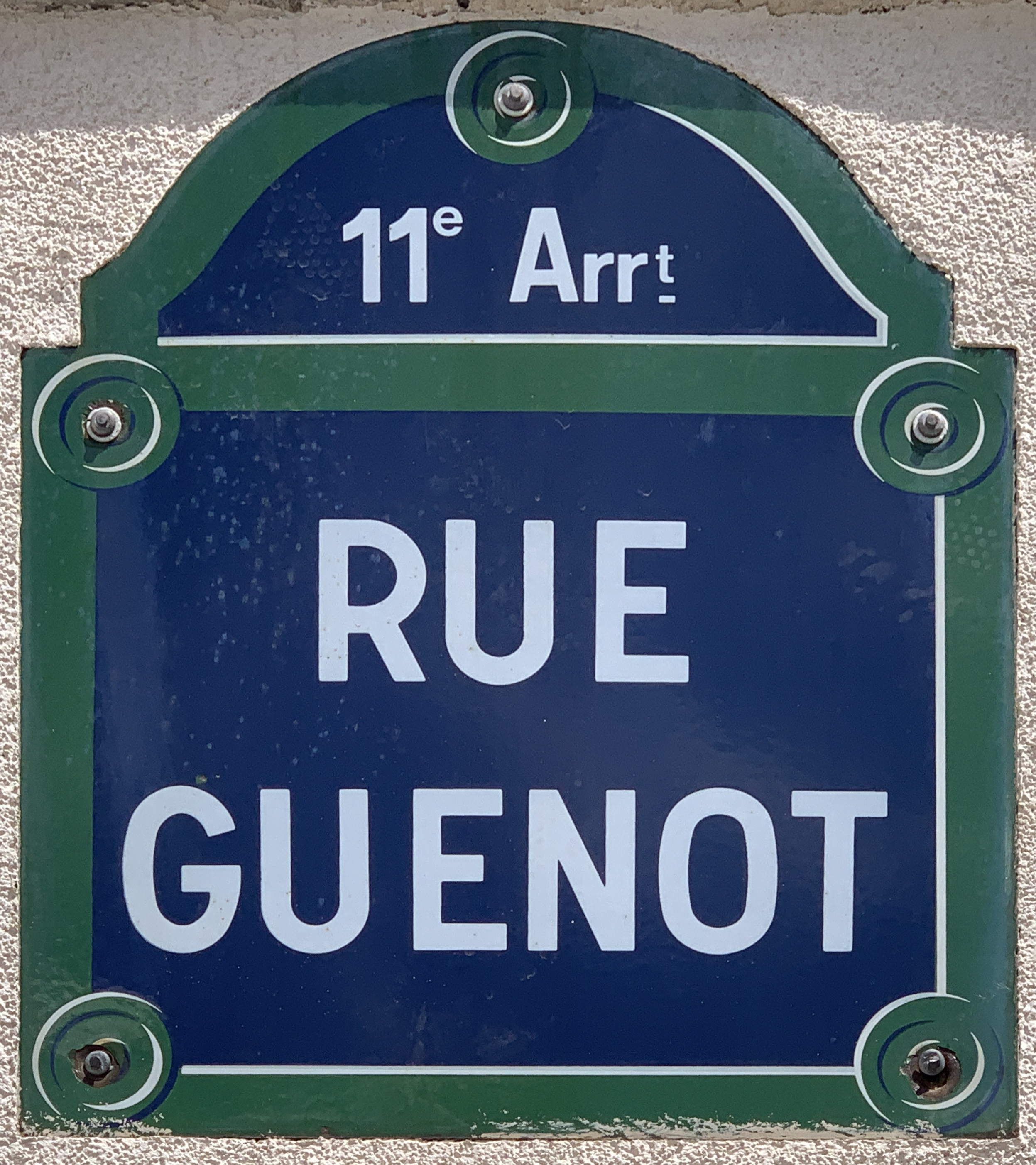
Plaque de la rue.

Elle doit son nom à celui d'un ancien propriétaire local.

## Historique
Cette voie ouverte en 1860 est classée dans la voirie parisienne par arrêté du 8 août 1934.